# Tâm lý học tiến hóa
Tâm lý học tiến hóa là một cách tiếp cận lý thuyết trong khoa học xã hội và tự nhiên, xem xét cấu trúc tâm lý từ quan điểm tiến hóa hiện đại. Nó tìm cách xác định những đặc điểm tâm lý của con người là sự thích nghi tiến hóa - đó là các sản phẩm chức năng của chọn lọc tự nhiên hoặc chọn lọc giới tính trong quá trình tiến hóa của con người. Tư duy thích nghi về các cơ chế sinh lý, như tim, phổi và hệ thống miễn dịch, là phổ biến trong sinh học tiến hóa. Một số nhà tâm lý học tiến hóa áp dụng cùng một suy nghĩ vào tâm lý học, cho rằng mô đun của tâm trí giống với cơ thể và với các điều chỉnh mô đun khác nhau phục vụ các chức năng khác nhau. Các nhà tâm lý học tiến hóa cho rằng phần lớn hành vi của con người là đầu ra của sự thích nghi tâm lý phát triển để giải quyết các vấn đề tái phát trong môi trường tổ tiên của con người.
Tâm lý học tiến hóa không chỉ đơn giản là một phân ngành của tâm lý học mà lý thuyết tiến hóa của nó có thể cung cấp một khung nền tảng, siêu hình học tích hợp toàn bộ lĩnh vực tâm lý học giống như cách sinh học tiến hóa đối với sinh học.
Các nhà tâm lý học tiến hóa cho rằng các hành vi hoặc đặc điểm xảy ra phổ biến trong tất cả các nền văn hóa là những ứng cử viên tốt cho sự thích nghi tiến hóa  bao gồm khả năng suy luận cảm xúc của người khác, phân biệt người không phải họ hàng, xác định và thích bạn đời khỏe mạnh hơn và hợp tác với người khác. Họ báo cáo thử nghiệm thành công của các dự đoán lý thuyết liên quan đến các chủ đề như giết trẻ sơ sinh, tình báo, dạng hôn nhân, tình dục bừa bãi, nhận thức của vẻ đẹp, giá cô dâu, và đầu tư của cha mẹ.
Các lý thuyết và phát hiện của tâm lý học tiến hóa có ứng dụng trong nhiều lĩnh vực, bao gồm kinh tế, môi trường, y tế, luật pháp, quản lý, tâm thần học, chính trị và văn học. Sự phê phán của tâm lý học tiến hóa liên quan đến các câu hỏi về khả năng kiểm tra, các giả định về nhận thức và tiến hóa (như chức năng mô đun của não bộ, và sự không chắc chắn lớn về môi trường tổ tiên), tầm quan trọng của các giải thích phi di truyền và không thích nghi, cũng như các vấn đề chính trị và đạo đức do để giải thích kết quả nghiên cứu.